# ألبرت باندورا
ألبرت باندورا (Albert Bandura) (ولِدَ في 4 من ديسمبر 1925م، في موندرا، ألبرتا، كندا) هو نفساني (عالم نفس)، وأستاذ فخري (ديفيد ستار جوردان) في علم النفس الاجتماعي في جامعة ستانفورد. وقد كان له الفضل في تقديم إسهامات في كثيرٍ من المجالات في علم النفس الاجتماعي على مدار العقود الستة الماضية، بما في ذلك نظرية الإدراك الاجتماعي، والعلاج (طب)، وعلم نفس الشخصية، كما كان مؤثِّرًا أيضًا في الانتقال من السلوكية إلى علم النفس المعرفي. وعُرِفَ بابتكار نظرية التعلم الاجتماعي ونظرية فاعلية الذات، وهو أيضًا صاحب تجربة دمية بوبو (Bobo doll experiment) الفعالة عام 1961م.
لقد صنفت دراسة عام 2002م باندورا كرابع أكثر عالم نفس يتم الاستشهاد به على مر الزمن، بعد ب.ف سكينر (B. F. Skinner)، وسيغموند فرويد (Sigmund Freud)، وجان بياجيه (Jean Piaget). ووصِفَ باندورا كثيرًا كأعظم عالم نفس على قيد الحياة، وكواحد من علماء النفس الأكثر تأثيرًا على مر الزمن.
فاز باندورا بـ جائزة جرويماير في علم النفس في عام 2008م.

## حياته الشخصية
ولد باندورا في موندرا، في ألبرتا، وهي بلدة صغيرة يبلغ عدد سكانها أربعمائة شخص، وهو الابن الأصغر، والولد الوحيد، في أسرة مكونة من ستة أشخاص. وقد أدت القيود المفروضة على التعليم في بلدة نائية مثل هذه إلى كونه مستقلاً ويملك دوافع ذاتية بخصوص التعلم، وقد ساعدته كثيرًا هذه السمات المكتسبة في المقام الأول في حياته المهنية الطويلة. ينحدر باندورا من أصول أوكرانية وبولندية.
في الصيف التالي لإتمامه الدراسة في المدرسة الثانوية، عمل باندورا في يوكون (إقليم) لحماية طريق ألاسكا السريع (Alaska Highway) من الغرق. وقد نسب باندورا الفضل إلى عمله في تندرا الشمالية لكونه مبعث اهتمامه بعلم النفس المرضي لدى الإنسان. كان والديّ باندورا مصدر التأثير الرئيس لتشجيعه على خوض المغامرات خارج القرية الصغيرة التي أقاموا فيها، وقد كانت الفرصة في تلك التجربة في يوكون؛ حيث تعرض لثقافات فرعية للشرب ولعب القمار، مما ساعده على توسيع منظور رؤيته للحياة ومداها.
وصل باندورا إلى الولايات المتحدة في 1949م ومُنِح الجنسية في 1956م. تزوج من فيرجينيا فارنز (Virginia Varns) وأنجب طفلين.

## كتبه الرئيسة
يوجد للكتب الآتية أكثر من 5000 اقتباس على جوجل سكولار (الباحث العلمي من جوجل):
- باندورا، أي (1997م). فاعلية الذات: ممارسة التحكم (Self-efficacy: the exercise of control). نيويورك: دبليو إتش فريمان (W.H. Freeman).
- باندورا، أي (1986). الأسس الاجتماعية للفكر والسلوك: نظرية الإدراك الاجتماعي. إنجلوود كليفس، إن جي.: (Englewood Cliffs, N.J.) برنتيس هول (Prentice-Hall).

كتبه الأخرى هي:
- باندورا، أي، (Bandura, A.)، ووالترز، آر إتش (1959م) (Walters, R.H.). عدوان المراهقين (Adolescent Aggression). رونالد برس (Ronald Press): نيويورك.
- باندورا، أي (1962م). التعلم الاجتماعي من خلال المحاكاة (Social Learning through Imitation). جامعة نبراسكا برس: لينكولن، إن أي.
- باندورا، أي (1969م). مبادئ تعديل السلوك (Principles of behavior modification). نيويورك: هولت، رينهارت ووينستن (Holt, Rinehart and Winston).
- باندورا، أي (1971م). النمذجة النفسية: النظريات المتعارضة. شيكاغو: ألدين أثيرتون (Aldine•Atherton).
- باندورا، أي (1973م). العدوانية: تحليل للتعلم الاجتماعي (Aggression: a social learning analysis). إنجلوود كليفس، إن جيه.: برنتيس هول.
- باندورا، أي (1975م). التعلم الاجتماعي وتطور الشخصية (Social Learning & Personality Development). هولت، رينهارت ووينستن، إنك (INC): إن جيه.
- باندورا، أي، ورايبس-إنيستا (Ribes-Inesta)، إيميليو (Emilio). (1976م). تحليل الإجرامية والعدوان. لورانس إيرلبوم أسوشيتس، إنك: نيوجيرسي
- باندورا، أي (1977م). نظرية التعلم الاجتماعي. إنجلوود كليفس، إن جيه: برنتيس هول.

## روابط خارجية
- ألبرت باندورا على موقع الموسوعة البريطانية (الإنجليزية)
- ألبرت باندورا على موقع إن إن دي بي (الإنجليزية)